# La Trilogía Nikopol
La Trilogía Nikopol (en francés: La Trilogie Nikopol) es una serie de tres novelas gráficas de ciencia ficción escritas en francés por Enki Bilal  publicadas entre 1980 y 1992. En 1995 estas tres novelas, tituladas La Feria de los Inmortales (1980), La Mujer Trampa (1986) y Frío Ecuador (1992) fueron recopiladas en este único volumen integral. En 1999 La Trilogía Nikopol fue publicada en inglés por Les Humanoïdes Associés y en 2018 en castellano por Norma.

## Trama
La historia principal de la trilogía se desarrolla en la ciudad de París en el 2023, y sigue a Alcide Nikopol, que, tras haber cumplido una condena de 30 años en estado de criopreservación, se encuentra en una Francia fascista después de dos guerras nucleares.

## Otros medios
La película Immortel, ad vitam (2004), con dirección del mismo Bilal, estuvo basada en el primer libro, como así también el videojuego Nikopol: Secrets of the Immortals (2008) publicado por White Birds Productions.